# Order in Decline
Order in Decline (рус. Порядок в упадке) — седьмой студийный альбом канадской панк-рок группы Sum 41. Вышел 19 июля 2019 года. Это был последний релиз группы на лейбле Hopeless Records, когда в 2023 году они подписали контракт с лейблом Rise Records.

## Подготовка
23 апреля 2019 года группа объявила в социальных сетях о скором выходе альбома. 24 апреля на лейбле Hopeless они одновременно выпустили сингл «Out For Blood» и клип на эту песню. В тот же день группа анонсировала свой седьмой студийный альбом Order In Decline, выход которого запланирован на 19 июля 2019 года.
По словам вокалиста Дерика Уибли, в альбоме будут представлены тексты о социальных и политических проблемах в США и Канаде. Уибли заявил: «Последнее, что я хотел бы сделать, — это написать отчет о социальном или политическом протесте, Order In Decline не об этом. В то же время очень трудно не испытывать чувства ко всему, что происходит в мире». Со слов участников группы, новый альбом будет их «самым тяжелым и агрессивным» альбомом на сегодняшний день. Со слов бас-гитариста группы Джейсона МакКэслина по звучанию новый альбом является комбинацией Does This Look Infected?, Chuck и Screaming Bloody Murder, трех самых агрессивных и тематически зрелых альбомов.

## Работа над альбомом

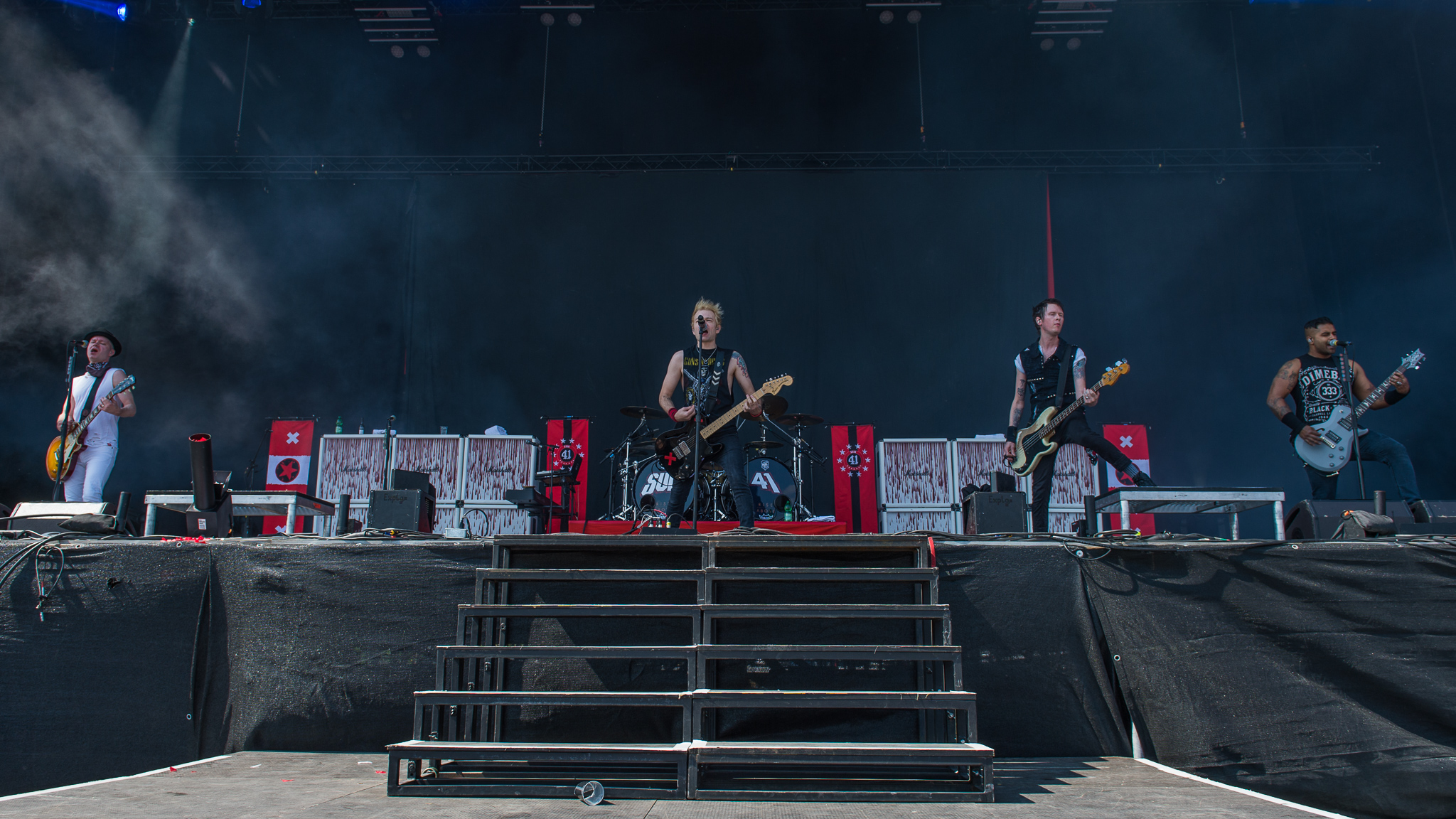
Sum 41 во время тура в поддержку альбома 13 Voices на фестивале Rock im Park 2 июня 2017 года.

Идеи для песен появились ещё во время гастролей в поддержку предыдущего альбома 13 Voices. Дерик провел много времени в задней части автобуса, набрасывая тексты и идеи, многие из которых превратились в полноценные песни. На следующий день после завершения тура Дерик уже начал записывать гитарные партии для альбома. Работа над большей частью музыки для нового альбома была закончена в течение трех недель, вскоре были написаны и тексты. Примерно осенью 2018 года группа встретилась в домашней студии Дерика в Лос-Анджелесе, чтобы вместе поработать на треками. Помимо основных 10 треков, группа так же записала ещё несколько песен. После того как работа над песнями была практически закончена, группа разъехалась и все участники работали по отдельности на своих домашних студиях. Уибли и Зуммо работали вместе в Лос-Анджелесе, МакКэслин записывал бас в Торонто, как и Бэкш, а Такер в Нью-Йорке. Уибли сам спродюсировал и свёл альбом. Изначально планировалось найти продюсера, но после того как Уибли свел песни и дал прослушать группе, всем понравился результат и было решено не вмешивать посторонних людей. Седьмой трек «Never There» по ощущениям Дерика выбивался из общего настроения альбома, из за своей более легкой музыки — акустическая гитара и пианино, но участники группы настояли на том, что бы трек был включен в новый альбом. «Новые песни я написал, имея в виду каждого члена группы, думая о том, как обыграть их сильные качества — ни один из прошлых альбомов не был написан таким образом.»

Песня «Out For Blood» была выбрана в качестве первого сингла путём голосования в группе, её выбрали из за того что она хорошо отражает звучание всего альбома, она тяжелая и агрессивная.
За последние пару лет, похоже, порядок перестал существовать, не только в Штатах, но и везде вообще. Можно выбрать любую страну и применить фразу «order in decline» к ней. Когда мы были в туре, то чувствовали, что многие места перевернуты с ног на голову так же, как Америка сейчас. Я не хотел писать об этом - не хотел иметь с этим ничего общего - но все же это проникло в музыку.
Еще до того как группа анонсировала новый альбом, уже был запланирован большой тур по маленьким городам, с концертами в клубах на пару сотен человек.

## Синглы
24 апреля 2019 года группа выпустила сингл на песню «Out for Blood». Помимо Дерика Уибли в продюсировании помогал Майк Грин, сингл был выпущен лейблом Hopeless Records одновременно с клипом на песню. 11 июня одновременно с клипом вышел второй сингл на песню «A Death in the Family». 18 июня группа выпустила третий сингл на песню «Never There» и сразу же новый клип. 8 июля в интернете появилась очередная песня с нового альбома «45 (A Matter Of Time)». Акустические версии «Heads Will Roll» и «Catching Fire», которые были выпущены в качестве бонус-треков, были выпущены в виде цифрового сингла под названием Order In Decline B-Sides.
28 мая 2021 года, почти через два года после выпуска альбома, группа выпустила версию «Catching Fire» с участием исполнителя Nothing,Nowhere в сопровождении музыкального клипа.

## Отзывы
| Совокупная оценка        | Совокупная оценка |
| Источник                 | Оценка            |
| ------------------------ | ----------------- |
| AnyDecentMusic?          | 6.2/10            |
| Metacritic               | 75/100            |
| Оценки критиков          |                   |
| Источник                 | Оценка            |
| AllMusic                 | [ 21 ]            |
| Dead Press               | [ 22 ]            |
| Distorted Sound Magazine | 8/10              |
| The Independent          | [ 24 ]            |
| Kerrang!                 | [ 1 ]             |
| The Music                | [ 25 ]            |
| Punknews.org             | [ 26 ]            |
| Slant Magazine           | [ 27 ]            |
| Sputnikmusic             | [ 28 ]            |
| Wall of Sound            | 8/10              |

На Metacritic, который присваивает нормализованную оценку из 100 рецензиям основных критиков, альбом имеет средний балл 75 из 100 на основе 6 рецензий, что указывает на "в целом благоприятные отзывы". AllMusic назвал альбом "одним из самых совершенных альбомов в своем каталоге". Wall of Sound дал альбому положительный отзыв, заявив: "Хотя сомнительно, что мы увидим возрождение поп-панка от этих ребят, Order in Decline - лучшая версия Sum 41, которую мы слышали за последние годы".
Kerrangǃ положительно отнесся к альбому, назвав его "мрачно-личным взглядом на мир [и] их самым тяжелым альбомом на сегодняшний день". Slant Magazine положительно отнесся к созданию альбома, назвав его "идеальным".
Distorted Sound Magazine положительно отнесся к альбому, заявив: "Хотя некоторые песни не совсем попадают в цель, Order In Decline - прекрасная новая попытка Sum 41. Ностальгия может быть палкой о двух концах, но здесь Sum 41 не проявляют никаких признаков того, что полагаются на свои успехи прошлых лет".

## Список композиций
| №                   | Название                | Длительность |
| ------------------- | ----------------------- | ------------ |
| 1.                  | «Turning Away»          | 3:50         |
| 2.                  | «Out For Blood»         | 3:36         |
| 3.                  | «The New Sensation»     | 3:50         |
| 4.                  | «A Death in the Family» | 3:18         |
| 5.                  | «Heads Will Roll»       | 3:50         |
| 6.                  | «45 (A Matter of Time)» | 3:12         |
| 7.                  | «Never There»           | 4:20         |
| 8.                  | «Eat You Alive»         | 2:44         |
| 9.                  | «The People Vs...»      | 3:19         |
| 10.                 | «Catching Fire»         | 4:01         |
| Общая длительность: | Общая длительность:     | 36:00        |

## Участники записи

### Sum 41
- Дерик Уибли — ритм-гитара, клавишные, вокал, пианино, синтезатор
- Дэйв Бэкш — соло-гитара, бэк-вокал
- Том Такер — ритм и соло-гитара, синтезатор, бэк-вокал
- Джейсон МакКэслин — бас-гитара, бэк-вокал
- Фрэнк Зуммо — ударные, перкуссия, бэк-вокал